# Lele (Lalitpur)
Lele es un pueblo ubicado en el distrito de Lalitpur, Nepal.

## Superficie
Cuenta con una superficie de 24,1 kilómetros cuadrados.

## Demografía
Hasta 2015 la población era de 8595 habitantes, con una densidad de población de 357,0 habitantes por kilómetro cuadrado. Con una población masculina y femenina de 4151 (48,3%) y 4444 (51,7%) respectivamente.
| Gráfica de evolución demográfica de Lele entre 1975 y 2015 |
|                                                            |
| Datos según el Centro Común de Investigación.              |